# 六世竹本綱太夫の碑

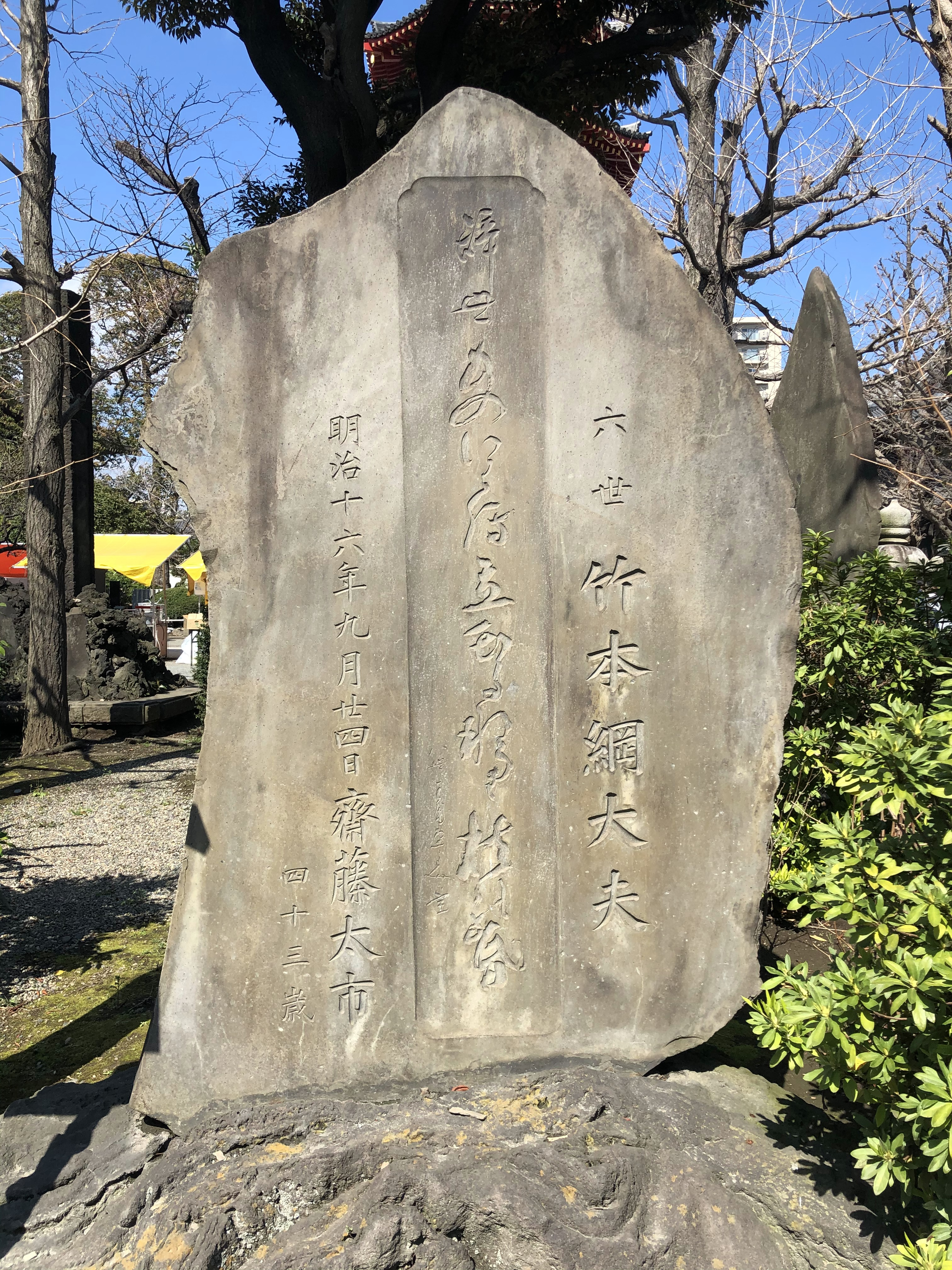
六世竹本綱太夫の碑

六世竹本綱太夫の碑（ろくせいたけもとつなたゆうのひ）は、川崎大師境内にある六代目竹本綱太夫を偲びの門弟や知友が建立した碑。題字は八世其角堂で、辞世の句「ものいはで　立出でるなり　秋のくれ」が刻まれている。
『平間寺史』に「六世竹本綱太夫の碑　同所（本堂の左面）にあり。明治十六年九月の建立にして、竹本及び斯道の人々の寄付なり。題字は八世其角堂の筆。」とある。明治16年（1883年）9月24日建立と境内の掲示で解説しているが、これは六代目綱太夫の命日である。

## 建立者
碑の裏面に名前が刻まれている方々。同と省略されている部分も補った。明治17年（1884年）5月9日付郵便報知新聞に「追善大会 明後十一日、浜町の東華楼に於て宮本賀助が催ふしにて故（六代目）竹本綱太夫の追善のため、門弟（三代目竹本）織太夫外七名及び竹本越太夫、鶴澤勇造、同文蔵、西川伊三郎が補助となり興行の人形芝居の一座に、軍談師二代目松林伯圓、五代目一龍齋貞山 (三代目錦城斎典山）、二代目神田伯山、落語家初代三遊亭圓朝、初代柳亭燕枝、二代目三遊亭圓橘等が加はり、午前八時より午後十一時まで右大会を興行するよし。」との記事があり、主催者及び出演者と建立者に重なりが見られる。

### 人形浄瑠璃関係（太夫）
四代目竹本重太夫（六代目竹本政太夫）、五代目竹本春太夫、四代目竹本播磨太夫（五代目花澤伊左衛門）、三代目竹本津太夫（七代目竹本綱太夫）、豊竹新靭太夫、豊竹千駒太夫、豊竹小靱太夫、三代目竹本織太夫、竹本綱登太夫、竹本識太夫（六代目豊竹岡太夫）、竹本綱子太夫、三代目竹本殿母太夫（四代目竹本勢見太夫）、竹本殿太夫、竹本綱尾太夫、竹本織登太夫、竹本梅太夫、竹本綱春、竹本綱清、竹本筆太夫、四代目竹本津賀太夫、竹本小定太夫、竹本高麗太夫、竹本越尾太夫、五代目竹本越太夫、竹本大和太夫、五代目竹本文字太夫（五代目豊竹岡太夫）

### 人形浄瑠璃関係（三味線）
初代豊澤新左衛門（二代目織太夫時代からの相三味線）、四代目鶴澤才治、四代目鶴澤勇造（五代目鶴澤文蔵）、四代目鶴澤文蔵、二代目鶴澤清六（六代目綱太夫が東京に呼び寄せた相三味線）、鶴澤鬼市、鶴澤淺造（二代目鶴澤重造）、鶴澤六兵衛、鶴澤勇三郎、鶴澤勇太郎、野澤吉市、鶴澤民造、竹澤藤治、八代目竹澤彌七（六代目綱太夫と親戚。竹本綱太夫名跡を預かる）、竹澤燕平、竹澤龍糸

### 人形浄瑠璃関係（人形遣い）
四代目吉田文三郎、吉田冠造、吉田冠二、豊松綱七、豊松國八、西川伊十郎、三代目西川伊三郎、

### 演芸関係
五代目一龍齋貞山 (三代目錦城斎典山）、二代目神田伯山、初代柳亭燕枝、二代目松林伯圓、初代三遊亭圓朝、二代目三遊亭圓橘

### その他
住田金太郎（初代住田又兵衛。初代稀音家浄観の父）山城妻モト、濱町東華樓（久松座跡に開業した貸席。六代目綱太夫追善大会を開催）、久松座太市、久松座清治、永田佐吉、石井伊三郎、吉野屋清助、根津大松兼、松葉亭甚吉、鐵砲洲助三郎、茅場町石定、中川庄次郎、霊岸島西村、宮本賀助（東華樓で開催した六代目綱太夫追善大会の主催者）、大金